# Клементе Биондети
Клементе Биондети (на италиански: Clemente Biondetti) е бивш пилот от Формула 1. Роден на 18 август 1898 г. в Будузо, Италия.

## Формула 1
Клементе Биондети прави своя дебют във Формула 1 в Голямата награда на Италия през 1950 г. В световния шампионат записва 1 състезания като не успява да спечели точки, състезава се с частен Ферари.